# Берри, Стивен Титус
Стивен Титус Берри (англ. Steven Titus Berry; род. 1959) — американский экономист, соавтор модели Берри-Левинсон-Пэйкс.

## Биография
Стивен родился в 1959 году.
Получил степень бакалавра экономики (B.A.) в Северо-Западном университете в 1980 году, степень магистра наук (M.Sc.) по экономике в Висконсинском университете в Мадисоне в 1985 году. В 1989 году после успешной защиты докторской диссертации был удостоен докторской степени по экономике (Ph.D.) в Висконсинском университете в Мадисоне.
Свою преподавательскую деятельность начал в должности ассистента по научным исследованиям, преподавателя в Висконсинском университете в Мадисоне в 1982—1988 годах. Затем работал в должности ассистента профессора в 1988—1993 годах, ассоциированного профессора в 1993—1997 годах, профессора с 1997 года, Джеймс Берроуз Моффатт профессора экономики в 1999—2014 годах, заведующий кафедрой в 2004—2006 годах на экономическом факультете в Йельском университете.
В настоящее время является Дэвид Свенсен профессор экономики Йельского университета с 2014 года.
Кроме того работал сотрудником в 1989—1997 годах, научным сотрудником с 1997 года в Национальном бюро экономических исследовании.

## Награды
За свои достижения был неоднократно награждён:
- 1991—1992 — стипендия Олина от Национального бюро экономических исследований;
- 1992—1994 — грант от Национального научного фонда (совместно с Джеймсом Левинсоном и Ариэлем Пейксом) «для исследований в области автомобильной промышленности»;
- 1992—1994 — грант EPA (совместно с Ариэлем Пейксом и Самуилом Кортумовым) «для исследования влияния экологической политики на автомобильной промышленности»;
- 1993—1995 — научный сотрудник Фонда Альфреда Слоуна;
- 1996 — медаль Фриша[англ.] от Эконометрического общества (присуждается каждые два года эконометрическим обществом за лучшую прикладную статью, эмпирическую или теоретическую, опубликованную в журнале Econometrica за последние пять лет) за статью «Оценка модели входа в авиационную отрасль»;
- 1997 — премия «лучший советник» от Йельского экономического клуба выпускников;
- 1997—2001 — грант Национального научного фонда на проект «Оценка моделей с дифференциацией продукта и эндогенными характеристиками продукта»;
- 1999 — феллоу Эконометрического общества;
- 2004 — вошёл в листинг Who’s Who in Economics;
- 2006 — был членом, а в 2020 председатель комитета по вручению медали Фриша;
- 2014 — феллоу Американской академии искусств и наук;
- 2015 — премия Лекс Хиксон’63 от Йельский колледж[англ.] «за превосходное обучение в области социальных наук»;
- 2017 — почётный феллоу Промышленной организации общества;
- 2018 — член-основатель Международной ассоциации прикладной эконометрики;
- 2018 — премия Мертона Дж. Пека «за выдающиеся достижения в преподавании бакалавриата на экономическом факультете»;
- 2020 — Clarivate Citation Laureates.